# جوي برادفورد
جوي برادفورد (بالإنجليزية: Joey Bradford)‏ هو دراج أمريكي، ولد في 10 أكتوبر 1989 في مونتيري في الولايات المتحدة.